# ده‌نامه
ده‌نامه نوعی منظومهٔ مثنوی در شرح عشق و عاشقی است. این نوع منظومه در قرن هشتم هجری رایج شد. از هفت منظومه‌ای که هم‌اکنون به نام ده‌نامه شناخته و در دست است، شش منظومه در قرن هشتم و یکی از آن‌ها در قرن نهم سروده شده است. شش منظومه متعلق به قرن هشتم در بحر هزج و یک منظومه مربوط به قرن نهم در بحر خفیف است. این منظومه‌ها آرایش خاصی دارند. در متن آن غالباً پنج نامه از سوی عاشق به معشوق و پنج نامه از معشوق در پاسخ نامه‌های عاشق رد و بدل می‌شود؛ به علاوه، مقدمه و مؤخره نیز دارد.

## محتوا
هریک از نامه‌ها نیز با مقدمات و مؤخراتی همراه است و در متن هر نامه هم غزلی بر وزن منظومه با رعایت قافیه سروده شده است. نامه بر دست یکی از عناصر طبیعت مانند باد و آفتاب یا مصنوعات بشری همچون شانه و آینه فرستاده می‌شود. در متن نامه عاشق دلداگی خود را به معشوق شرح می‌دهد و معشوق نیز با سنگدلی تمام پاسخ می‌گوید ولی سرانجام در نتیجه پایداری عاشق و زاری‌های او معشوق بر سر مهر می‌آید و از سخنان پایانی او معلوم می‌شود که آن همه ناز برای آزمودن عاشق بوده است نه آزار وی، و چون عاشق از بوتهٔ آزمون شایسته درآمده معشوق او را لایق عشق خود دیده و پذیرفته است؛ کهن‌ترین ده‌نامه‌ای که با آرایش یاد شده در دست است «منطق العشاق» از اوحدی مراغه‌ای (۷۳۸–۶۷۳ه‍.ق) است. از سخن خود اوحدی بر می‌آید که ده‌نامه او تازگی داشته و ده‌نامه‌های سابق طرز و روش او را نداشته است.
| دل ده‌نامه‌های کهنه سیر است   |  | بگوده نامه یی شیرین که دیراست |
| حدیثی تازه کن از سینه نو    |  | سماطی در کش از لوزینه نو      |
| قلم درگفته‌های دیگران کش     |  | تو را داریم وقت دیگران خوش    |
| نموداری برون کن تا بداند    |  | که صاحب قدرتی هرکس که خواند   |
| ز بهر نام خود ده نامه‌ای ساز |  | محبت را به نوی جامه‌ای ساز     |

## تاریخچه
شاید منبع ده‌نامه‌ها همان نامه‌های ده‌گانه‌ای باشد که فخرالدین گرگانی (درگذشته در حدود۴۴۶ه‍.ق) در منظومهٔ «ویس و رامین» آورده است. در این منظومه مشکین دبیر به خواست ویس ده نامهٔ پیاپی به رامین می‌نویسد. اگر دلیلی موجود نباشد که این ده نامه را خود فخرالدین افزوده است، می‌توان سابقهٔ ده نامه را بسیار به عقل برد و از آنجا که تا حدی ثابت شده است داستان ویس و رامین مربوط به دورهٔ اشکانی است. به فرض اتفاق افتادن ماجرا این منظومه در اواخر عهد اشکانیان (حکومت از ۲۴۷ پیش ازمیلاد تا ۲۲۴ میلادی) سابقهٔ ده نامه‌نویسی حداقل به هجده قرن پیش برد.
اما تصریح اوحدی به اینکه پیش از ده‌نامه او ده‌نامه‌ای بوده و «دلها از خوندن آن‌ها سیر است» می‌رساند که منظور وی فقط نامه‌های دهگانه ویس نبوده و باید در میانهٔ سروده شدن ویس و رامین و منطق العشاق منظومه‌هایی شبیه به ده‌نامهٔ اوحدی وجود داشته باشد تا اوحدی «قلم در آن‌ها بکشد» و «محبت را جامه‌ای نو بسازد». ذبیح‌الله صفا معتقد است که روش عراقی در ساختن عشاق‌نامه که به ده‌نامهٔ عراقی نیز معروف است منشأ ایجاد «ده‌نامه» شده است.
عشاق نامهٔ عراقی منظومه‌ای است با ۱۰۶۳ بیت در بحر خفیف (مخبون مقصور یا محذوف) که عراقی آن را به نام صاحب دیوان شمس الدین محمد جوینی سروده و به وی تقدیم کرده است. این منظومه شامل مقدمه‌ایست در توحید، جوهرانسان، تصفیهٔ نهاد، نعت پیامبر و خلفای راشدین، نصیحت، سبب نظم کتاب، مدح صاحب دیوان، نصیحت ملوک، حکایت و ابتدای کتاب که با این بیت متن اصلی منظومه آغاز می‌شود:
| کلماتی ست از مخارج اصل |  | اندرو هست مندرج ده فصل |

منظومه ده فصل دارد و هر فصل مشتمل بر مثنوی و غزل است. عراقی در این منظومه در هر قسمت مبحثی از مباحث عرفانی را مطرح کرده و آن را همراه با تمثیل و حکایت به پایان رسانده است. بنا به تحقیق صفا این منظومه در فاصلهٔ سال‌های ۶۸۰ تا ۶۸۳ه‍.ق سروده شده است.
یکی دیگر از منظومه‌هایی که احتمالاً منظور نظر اوحدی بوده، می‌تواند «صحبت‌نامه» همام تبریزی باشد. اگرچه این منظومه به طرز ده‌نامهٔ اوحدی یا نظایر آن نیست ولی از نظر مضمون و موضوع شباهت نزدیکی به منطق العشاق و منظومه‌های نظیر آن دارد. صحبت‌نامه یک مثنوی در بحر هزج (مسدس مقصور یا محذوف) شامل ۳۸۳ بیت است. نخست ابیاتی در توحید و ستایش پیامبراکرم و یاران وی و سپس مطالبی ست در زمینه‌های مختلف بدین شرح: در سبب نظم کتاب، در حقوق صحبت، در وفا، در غنیمت دانستن جوانی، در غنیمت دانستن صحبت یاران، در مدح خواجه هارون، در مراتب خاصان و تقریر حال ایشان، درستایش معشوق، در وصف محبوب، در غیرت معشوق، در فراق محبوب و شکایت روزگار، لابه کردن عاشق با معشوق دارد. چهار غزل نیز در ضمن مطالب مزبور آمده است.
با توجه به این که همام صحبت‌نامه را پیش از ۶۸۲ ه‍.ق سروده است. می‌توان گفت که این مثنوی پیشتر از عشاق‌نامهٔ عراقی هم گفته نشده باشد دست کم هم‌زمان با آن می‌تواند باشد. چنان‌که گفته شد این منظومه عنوان ده‌نامه نداشته است.

ذبیح‌الله صفا نیز دربارهٔ صحبت‌نامه چنین نوشته است: 
«این منظومه اگرچه از جنس ده‌نامه نیست لیکن مضمون و موضوع آن یادآور همان سنخ از منظومه‌های فارسی است که بلوشه نام آن را «ده‌نامه» نهاده و اسم صحبت‌نامه را به منظومهٔ اولی اطلاق کرده است».
 شایستهٔ توضیح است که ده‌نامه‌ای که بلوشه یاد کرده ارتباطی به همام ندارد. بلوشه در توصیف نسخهٔ دیوان همام می‌نویسد که این نسخه خطی (دیوان همام) به ده‌تایی ختم می‌شود و آن ده نامهٔ عارفانه یی است در مثنوی که عاشقی برای معشوق خود سروده و در زمینهٔ عشق الهی است و سپس می‌گوید که این ده‌نامه را کسی نوشته است که نامش معلوم نیست. ولی مطالب آن نظیر «در وصف محبوب و لابه کردن با معشوق…» شباهت تام به مطالب ده‌نامه دارد و از لحاظ آرایش نیز با غزل‌هایی که در مطاوی مثنوی آمده شباهت آن به ده‌نامه‌ها تردید ناپذیر است.
پیش از آغاز به بررسی ده نامه‌های موصوف موجود شایسته است از ده نامه‌ای دیگر نیز یاد شود و آن

## معرفی مختصر ده‌نامه‌های موجود

#### منطق العشاق
منطق العشاق منظومه ایست که اوحدی مراغه‌ای در زمانی که در آتش تب می‌سوخته در پانصد بیت در بحر هزج مسدس (مقصور یا محذوف) ساخته و شب شنبه بیستم رجب ۷۰۶ ه‍.ق به پایان برده و نام آن را «منطق العشاق» نهاده است.

#### عشاق نامه
عشاق نامه منظومه ایست در بحر هزج مسدس (مقصور یا محذوف) که نظام الدین عبید زاکانی (متوفی ۷۷۱ه‍.ق) در هفتصد بیت در دو هفته سروده و آن را در دوم رجب سال ۷۵۱ه‍.ق به پایان آورده است.

#### تحفة العشاق
ده نامه‌ای است که رکن صاین هروی از شاعران مشهور قصیده سرا و غزل گوی قرن هشتم به تقلید از منطق العشاق اوحدی ساخته است. این منظومه نیز مانند ده نامه‌های موجود در بحر هزج مسدس (مقصور یا محذوف) است و شاعر آن را در ماه شوال سال ۷۵۱ درپانصد بیت به انتها رسانیده و نام آن را «تحفة العشاق» نهاده است، موضوع این مثنوی نیز در وصف عشق و راز و نیازی است که شاعر با معشوق خود در عالم خیال داشته.

#### محبت نامه
منظومه ایست کوچک، در بحر هزج مسدس (مقصور یا محذوف) در حالات عاشق و معشوق از سروده‌های خواجه فضل‌الله بن نصوح شیرازی استاد قرن هشتم هجری در قصیده و غزل. این مثنوی به ترتیب حاوی توحید، نعت و سبب نظام کتاب است و بعد وصف حالات عاشق ومعشوق ضمن ده نامه از طرف عاشق و معشوق به همدیگربیان می‌شود.

#### روضة المحبین
ده نامه ایست از ابن عماد از شاعران قرن هشتم (متوفی ۸۰۰ه‍.ق). این منظومه در ۷۶۰ بیت در ماه ربیع‌الاول سال ۷۹۴ه‍.ق به پایان رسیده و شاعر نام آن را «روضة المحبین» نهاده است. وزن این منظومه اندک اختلافی با ده نامه‌های دیگر دارد. با آنکه در بحر هزج مسدس (محذوف یا مقصور) است. نخستین «مفاعلین» آن اخرب یعنی «مفعول» است.

#### روضة العاشقین
ده نامه ایست از عزیز بخاری. در بحر خفیف مخبون اصلم مسبغ در حالات عاشق و معشوق و دارای یک هزار بیت است. شاعر در این منظومه صنعت تجنیس را در کلیهٔ ابیات التزام کرده است.

#### محبوب القلوب یا ده نامه حریری
محبوب القلوب یا ده نامهٔ حریری ده نامه ایست که فعلاً بیش از این شناخته نیست و در هیچ جا نشانی از آن نداده‌اند و آن ده نامه ایست عارفانه در مثنوی که عاشقی برای معشوق خود سروده و دربارهٔ عشق الهی است. این ده نامه را کسی نوشته است که نامش معلوم نیست. اما در خود منظومه شاعر نام خود را «حریری» یاد کرده است
| حریری راخود اینها سرگذشت است |  | ولی اکنون ازینها در گذشته ست |

می‌توان گفت که اغلب احتمال نام و نشان گویندهٔ ده نامهٔ مورد بحث «شیخ سعد الدین حریری» است و او شاگرد عصار تبریزی و احتمالاً خود اهل تبریز بوده است. نظم این منظومه در سلخ شوال سال هشتصد هجری قمری به پایان رسیده است، و مجموع ابیات آن یک هزار بیت است.

#### محب و محبوب
ده نامه منظوم که توسط سراینده ای ناشناس با تخلص اختیار به شیوه ده نامه‌های ادب فارسی در سال ۸۳۰ هجری قمری سروده شده است. این اثر مانند ده‌نامه‌های دیگری که از عهد مغول به بعد رایج گردیده، منظومه‌ای عاشقانه است در بیان حالات عشق و نامه‌هایی که میان عاشق و معشوق مبادله گردیده است. در متن داستان به شیو ه ده‌نامه‌های دیگر ادب فارسی، پنج نامه از سوی عاشق به معشوق و پنج نامه از معشوق در پاسخ نامه‌های عاشق رد و بدل گردیده است. هر یک از ده‌نامه‌ها، مطابق سنت ده‌نامه‌نویسی، مذیّل به ابیاتی است که در متن هر نامه با مقدمه و مؤخراتی به کار رفته و آن غزلی است بر وزن منظومه با رعایت قافیه و نیز حکایت، مصدوقه حال و تمامی سخن. داستان این ده‌نامه به شیوه اکثر ده‌نامه‌های فارسی، بسیار ساده و روشن و عبارت از آن است که شخصی عاشق زیبارویی شده و شدت اشتیاق او را وادار به نامه‌نگاری به معشوق می‌نماید و پاسخ معشوق در نامه‌های نخستین، استنکاف و سرباز زدن و اظهار بیزاری است ولی سرانجام در آخرین نامه، معشوق به جهت پایداریهای عاشق و زاریهای او سر تسلیم فرود آورده و در پایان نیز به وصال یکدیگر می‌رسند. دو نسخه خطی از این اثر تاکنون یافت شده است. یکی نسخه‌ای است که در کتابخانه توبینگن و دیگری در کتابخانه افندی پاشای ترکیه نگهداری می‌شود. این اثر را نخستین بار احمدرضا یلمه‌ها در سال۱۳۹۱ چاپ و منتشر کرد.

## دیگر ده‌نامه‌ها

#### ده‌نامهٔ عماد فقیه
مجموعه‌ای ست از نامه‌های منظومی که در بحرهای مختلف سروده شده و نامه‌هایی ست که در ایام مختلف برای افراد یا فرمانروایان عصر به نظم آورده است، سپس در پایان عمر آن‌ها را در مجموعه‌ای فراهم آورده است و همراه با یک مقدمه و مدح شاه شجاع مظفری آن را ده‌نامه نامیده است.

#### ده‌نامهٔ ختایی
ده‌نامه‌ای سرودهٔ شاه اسماعیل یکم است. این منظومه نخستین مثنوی ایست که به زبان ترکی آذربایجانی نوشته شده است. این مثنوی شامل ده نامه بین عاشق و معشوق است و شامل ۱۵۳۲ بیت است.